# Кадочникова Наталія Петрівна
Наталія Петрівна Кадочникова (нар.. 14 квітня 1969, Ленінград, СРСР) — радянська і російська акторка театру і кіно, творчиня і художня керівниця Творчої майстерні «Династія» імені Павла Кадочникова.

## Біографія
Народилася 14 квітня 1969 року в Ленінграді в акторській родині. Її батько — кінознавець і актор кіно Петро Павлович Кадочников, дід — Народний артист СРСР Павло Петрович Кадочников, бабуся — акторка Розалія Іванівна Котович-Кадочникова.
У зв'язку з постійною зайнятістю батька і діда на зйомках, більшу частину часу проводила на знімальних майданчиках та в кіноекспедиціях, що і вплинуло на вибір майбутньої професії. Дитячими майданчиками юної акторки були знімальні майданчики таких кінострічок, як «Незакінчена п'єса для механічного піаніно» Микити Михалкова, «Сюди не залітали чайки» Булата Мансурова, «Сибіріада» Андрія Кончаловського.
У 1981 році через трагічну випадковість загинув батько Наталії — Петро Кадочников. Павло Петрович з головою поринув у роботу, а Наталія залишилася жити у них з бабусею.
Попри те, що до останнього моменту дід не наважувався вводити Наталію до «світу кіно», вона отримала роль у його фільмі «Я тебе ніколи не забуду». Чималу роль у цьому зіграв її партнер по майданчику, як каже вона сама, її кінотато — Євген Карельських. Актор зробив все, аби дитина впорався з роллю після втрати батька. Фільм у підсумку мав величезний успіх у публіки.
Наступною серйозною роботою Наталії Кадочникової в кіно була роль Ганни в останній режисерській роботі Павла Кадочникова «Срібні струни» (1987) — біографія творця першого в історії Росії оркестру народних інструментів Василя Андреєва. Темна історія з авторством сценарію остаточно підкосила здоров'я Павла Петровича, який втратив одного за іншим двох синів — Петра (1981) та Костянтина (1984). Картина лягла «на полицю» і цього він не пережив.
Сталося це в 1988 році, коли Наталія навчалася на першому курсі Ленінградського державного інституту сценічних мистецтв імені Черкасова, в майстерні Ігоря Горбачова.
Після закінчення інституту два роки викладала акторську майстерність в Школі Російської драми (нині Школа Російської Драми імені І. О. Горбачова.
У 1994 році була запрошена викладати до University of Newcastle (Australia).
У 2001—2010 роках — акторка Державного дитячого Драматичного Театру «На Неві».
З 2009 року — акторка Лабораторії ON TEATR і «N-театр трупа».
У 2010—2012 роках — акторка «N-театру під керівництвом Олексія Нілова».
З 2009 року — художня керівниця Творчої майстерні «Династія» імені Павла Кадочникова, в якій акторської майстерності, мистецтва лялькового театру, хореографії і багатьом іншим видам сценічних мистецтв навчаються талановиті діти та молодь Санкт-Петербурга.

## Родина
Батько — Петро Павлович Кадочников, кінознавець, актор, телеведучий, сценарист
Дід — Павло Петрович Кадочников, Народний артист СРСР, тричі лауреат Сталінської премії, актор, режисер, сценарист
Бабуся — Розалія Іванівна Котович-Кадочникова, акторка
Дядько — Костянтин Павлович Кадочников, радянський актор
Двоюрідний дядько — Геннадій Петрович Нілов, радянський актор
Троюрідний брат — Олексій Геннадійович Нілов, Заслужений артист Російської Федерації, актор
Старший син — Петро Кадочников, кіномеханік
Середній син — Віктор Кадочников, актор, режисер монтажу
Дочка — Аліса Кадочникова, школярка, перша в Росії дитина-педагог з анімації.
Чоловік — Михайло Віталійович Максимов.

## Творчість
Основною діяльністю Наталії Кадочникової є робота з талановитою молоддю і дітьми.
У 2012 році на власні кошти Наталія у співдружності з актором кіно Яковом Шамшиним і командою ентузіастів поставили спектакль «Життя як спалах», присвячений життю і творчості великого діда — Павла Кадочникова.
У 2015 році був проведений перший міжнародний фестиваль мистецтв імені Павла Кадочникова. У журі учасників фестивалю судили Василь Костянтинович Міщенко, актор і кінорежисер, актори Андрій Миколайович Торхов, Сергій Дмитрович Бизгу, Яків Шамшин, режисер Ілля Білостоцький.
У тому ж році пройшла презентація книги Наталії Кадочникової «Життя як спалах», вихід якої приурочений до 100-річного ювілею Павла Кадочникова.
У 2016 році разом з трупою «Династії» на I зимовій кіноакадемії в ВДЦ «Зміна» в м. Анапа провелиі майстер-класи для юних кінематографістів зі всієї країни. Також відбувся прем'єрний показ мінівистави «Молитва Єви». Кіноакадемію відвідали артисти Ярослав Жалнін, Олексій Петрухін, Михайло Сергійович Богдасаров, сценаристка Тетяна Мірошник.
У лютому 2017 року Наталія Кадочникова відвідала ВДЦ «Зміна», провела кілька лекцій і майстер-класів, знялася в дитячих кінофільмах.
У селі Каністи готується до відкриття Музей-садиба Кадочникових. Експозиція присвячена побуту і творчості династії Кадочникових. За задумом вона складатиметься з унікальних експонатів, документів з сімейного архіву і зі знімальних майданчиків культових кінострічок СРСР.

## Фільмографія
1. 1983 — Я тебе ніколи не забуду — Вірочка, дочка Поліни
2. 1987 — Срібні струни — Ганна
3. 1991 — Кроки імператора
4. 2002 — Вулиці розбитих ліхтарів-4 — Таня
5. 2005 — Герой радянського народу. Павло Кадочников — камео
6. 2007 — Варварини весілля
7. 2007 — Ленінград
8. 2009 — Лише тебе кохаю
9. 2009 — Щасливий кінець — жінка в парку
10. 2010 — Слово жінці
11. 2010 — Край
12. 2010 — Ливарний-4 Рикошет. 11-та серія
13. 2010 — Любов без правил
14. 2010 — Ми з майбутнього-2
15. 2010 — Робінзон
16. 2010 — Сонька. Продовження легенди
17. 2010 — Вулиці розбитих ліхтарів-10 — Світлана Іванівна
18. 2011 — Захист свідків — суддя
19. 2011 — Ментівські війни-6 — Наталія Звєрєва
20. 2012 — Дід Іван та Санька — Арматура
21. 2012 — Втрачений пістолет 12-та серія
22. 2012 — Патруль. Василівський острів
23. 2012 — Хвіст — Ліда
24. 2013 — Собачий рай — дама з інтернату
25. 2013 — Сталінград — Зойка Антонова
26. 2013 — Випускниці Фільм № 7
27. 2013 — Шаман-2 — Серафима Шимаєва
28. 2014 — Тиха заводь Фільм № 12
29. 2014 — Інспектор Купер-2 — мати Носарева
30. 2014 — Інші
31. 2014 — Лінія Марти — тітка Наташа, ленінградська знайома Юри
32. 2014 — Мисливець. 19-та серія
33. 2014 — Кращі вороги — Ксенія, дружина Воронцова
34. 2015 — Сімейний альбом — касирка в аеропорту
35. 2019 — Хлопчик з нізвідки — Альбіна Петрівна, завідувачка медпунктом
36. 2019 — Крик тиші — завідувачка дитячим садком

## Інтерв'ю
- Наталія Кадочникова, актриса, внучка Павла Кадочникова (ВІДЕО — ефір 30.04.2014 Санкт-Петербург (телеканал) // topspb.tv
- Гість програми: актриса, режисер Наталія Кадочникова (ВІДЕО — ефір 29.07.2015) П'ятий канал (Росія) // 5-tv.ru